# 普里維利亞 (斯卡多夫斯克區)
46°9′44″N 33°20′57″E / 46.16222°N 33.34917°E
普里維利亞（烏克蘭語：Привілля）是位於烏克蘭南部的村莊，由赫爾松州斯卡多夫斯克區的卡蘭恰克市鎮負責管轄。該村始建於1921年，面積32.6平方公里，海拔高度4米，2001年人口355，人口密度每平方公里13.4人。